# Jiří Hynek
Jiří Hynek (* 20. prosince 1960 Ústí nad Labem) je český manažer, politik a ekonomický diplomat v obranně-bezpečnostním sektoru, Vedoucí delegace České republiky při Poradní skupině NATO pro průmysl (NATO Industrial Advisory Group) a od roku 2011 prezident a výkonný ředitel Asociace obranného a bezpečnostního průmyslu České republiky. Byl zakládajícím členem a tajemníkem politické strany Realisté.
Kandidoval v prezidentských volbách 2018, kde se v prvním kole umístil na 7. místě se ziskem 63 348 hlasů (1,23 %).

## Životopis
Základní školu absolvoval ve Velkém Oseku na Kolínsku. Po maturitě na Gymnáziu v Kolíně v roce 1980 nastoupil na Matematicko-fyzikální fakultu Univerzity Karlovy, obor matematická informatika, teoretická kybernetika a teorie systémů, kterou absolvoval v roce 1986. Na téže škole složil v roce 1988 rigorózní zkoušku a získal titul doktor přírodních věd.[zdroj?]
Svoji pracovní kariéru začal jako vývojový pracovník v Tesle Kolín, později pracoval jako programátor-analytik v Družstevním podniku výpočetní techniky. V roce 1990 byl spoluzakladatelem karlovarské softwarové firmy SOPOS. Od roku 1992 zastával řadu manažerských pozic. Dva roky pracoval jako generální ředitel Karlovarského porcelánu, dále jako předseda představenstva a obchodní ředitel firmy Praga, později i jako její generální ředitel. V roce 2003 nastoupil do firmy ICZ, odkud po několika letech přešel do firmy INDRA na pozici ředitele divize Obrana a bezpečnost. Později zastával funkci ředitele státního podniku VOP-026 Šternberk, následně byl ředitelem Správy základních registrů. Od roku 2011 pracuje jako výkonný ředitel a prezident Asociace obranného a bezpečnostního průmyslu České republiky.
Je Vedoucím delegace ČR při NIAG (česky Poradní skupina NATO pro průmysl, anglicky NATO Industrial Advisory Group) – poradní skupině NATO pro otázky spolupráce s obranně-bezpečnostním průmyslem členských zemí, členem rady resortu Ministerstva obrany pro aplikovaný výzkum, vývoj a inovace, členem Mensa ČR a předsedou redakční rady časopisu určeného k podpoře zbrojního exportu CDIS Review.

## Politická kariéra
Byl zakládajícím členem stany Realisté. Ve volbách do Poslanecké sněmovny PČR v roce 2017 byl lídrem neúspěšné kandidátky této strany v Ústeckém kraji. Za tuto stranu také kandidoval na prezidenta ČR. Dne 17. října 2017 oznámil, že se mu podařilo získat podporu 29 poslanců z pěti politických stran (především ze sněmovního branného výboru). Po svém neúspěchu v prezidentských volbách se Hynek rozhodl před 2. kolem podpořit Miloše Zemana.
V komunálních volbách v roce 2018 kandidoval do zastupitelstva Jesenice ze 4. místa kandidátky Svobodných, ale nebyl zvolen.
Ve volbách do Senátu PČR v roce 2018 kandidoval za stranu REALISTÉ v obvodu č. 44 – Chrudim. Se ziskem 1,80 % hlasů skončil na předposledním 13. místě. Členství u Realistů mu zaniklo v červenci 2019 s rozpuštěním strany.
Ve volbách do Poslanecké sněmovny PČR v roce 2021 byl z pozice nestraníka lídrem hnutí PŘÍSAHA Roberta Šlachty v Praze. Nebyl však zvolen, protože hnutí nedosáhlo hranice 5 % hlasů nezbytných pro vstup do Poslanecké sněmovny.
Ve volbách do Evropského parlamentu v červnu 2024 kandidoval jako nestraník na 10. místě kandidátky Svobodných. Strana však získala pouze 1,76 % hlasů, a zvolen tak nebyl.

## Rodina
Má čtyři děti. Z prvního manželství syna a dceru, z druhého dva syny.[zdroj?]

## Zájmy
Hrál šachy na úrovni národní ligy za Lokomotivu Kolín (dnes Sokol Kolín). Aktivně se věnuje sportu, je dlouholetým účastníkem závodu Jizerská padesátka. Je držitelem zbrojního průkazu kategorie A–E a ve volném čase se věnuje myslivosti (jeho otec i dědeček byli myslivci) a rybaření.